# وادی الذهب
وادی الذهب یکی از شهرهای کشور مراکش است. این شهر و شهرستان در صحرای غربی قرار دارد. 

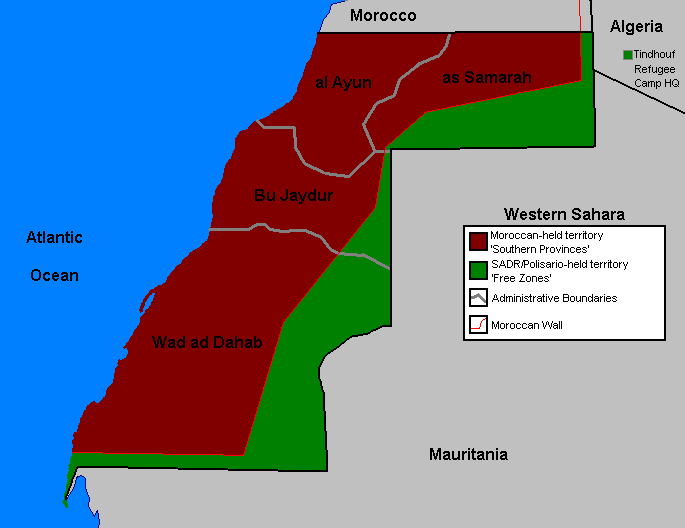
قلمرو تحت کنترل پولیساریو (به رنگ سبز) در شرق مرزهای مراکش